# 龐遠
龐遠（1520年—？），字惟明，號劍川，直隸蘇州府吳江縣，明朝政治人物。嘉靖癸丑進士。官至南京光祿寺少卿。

## 生平
嘉靖十九年（1540年）庚子科應天府鄉試第一百九名舉人。嘉靖三十二年（1553年）中式癸丑科會試第二十三名，二甲第四名進士。禮部觀政，授兵部主事，起復補禮部，升員外郎、禮部精膳司郎中。，四十四年（1565年）四月升任南京光祿寺少卿。崇禎五年（1632年）崇祀鄉賢祠。

## 著作
著有《廿一史詳節》、《綱鑑纂要》。

## 家族
曾祖龐僖；祖父龐縉；父龐策。母王氏。兄龐淳（生員）、龐永、龐久，弟龐逵。
孫龐承寵，天啓進士。曾孫龐霦，崇禎癸未進士。